# Hemilepistus elongatus
Hemilepistus elongatus is een pissebed uit de familie Trachelipodidae. De wetenschappelijke naam van de soort is voor het eerst geldig gepubliceerd in 1880 door Brandt.